# Broken Hill (stad)
Broken Hill is een stad in Australië met 21000 inwoners. De stad is erg geïsoleerd, de grootste dichtstbijzijnde plaats ligt 500 km verderop.
De stad ligt 220 meter boven zeeniveau. Het kan daar in de zomer meer dan 40 graden worden.
In 1883 is er voor het eerst zilvererts ontdekt op de ‘broken hill’. De stad is hiernaar vernoemd. Inmiddels bestaat deze ‘broken hill’ niet meer, door de mijnbouw is hij verdwenen. De stad Broken Hill is een van de langst bestaande mijnsteden in Australië. De laatste jaren is de mijnbouw steeds verder afgenomen. Daarom wordt toerisme steeds belangrijker voor deze stad. Ook zijn er veel schapenboerderijen in de omgeving. Er zijn zo’n 2 miljoen schapen in dit gebied aanwezig.
Albury ·
Armidale ·
Bathurst ·
Blue Mountains ·
Broken Hill ·
Cessnock ·
Coffs Harbour ·
Dubbo ·
Gosford ·
Goulburn ·
Grafton ·
Griffith ·
Greater Taree ·
Hawkesbury ·
Lake Macquarie ·
Lismore ·
Lithgow ·
Maitland ·
Newcastle ·
Orange ·
Queanbeyan ·
Shellharbour ·
Shoalhaven ·
Sydney (hoofdstad) ·
Tamworth ·
Tanglewood ·
Wagga Wagga ·
Wollongong ·
Wyong